# Larry Davis (Mörder)
Larry Davis (* 28. Mai 1966 in New York City; † 20. Februar 2008 in Shawangunk Correctional Facility, Ulster County, New York; später Adam Abdul-Hakeem) war ein Krimineller in New York, der bekannt wurde, als er am 19. November 1986 sechs Polizisten des New York City Police Departments bei einer Razzia angeschossen hatte. Er wurde nach einem spektakulären Prozess vom Vorwurf des versuchten Mordes freigesprochen. Er wurde später wegen eines anderen Mordes festgenommen und in der Haft getötet. Seine Tat erregte das Interesse der Öffentlichkeit, insbesondere weil es in der Zeit vor den Schüssen vermehrt zu Polizeibrutalität gekommen war. Dementsprechend wurde er von manchen als Held gefeiert, während andere entsetzt waren, dass er so davongekommen war.

## Hintergrund
Davis wuchs als jüngstes von 15 Geschwistern in der Bronx auf. Er bewegte sich im kleinkriminellen Milieu und hatte mit 20 bereits ein beachtliches Vorstrafenregister, das bis 1983 zurück reichte. Er hatte 1984 seine Bewährungsauflagen verletzt. Die Polizei suchte ihn wegen Verwicklungen in sieben verschiedene Mordfälle. Er und eine Gruppe anderer Männer hatten mehrere Drogendealer ausgeraubt und getötet. In den Tagen vor der Razzia mied er seine Wohnung und kam bei seiner Freundin sowie zwei seiner Schwestern unter.

## Razzia und anschließende Suche
Nach einem Hinweis war für den 19. November 1986 eine Razzia in den beiden Wohnungen von Davis’ Schwestern vorgesehen. 27 Polizeibeamte des New York City Police Departement und der Emergency Service Unit waren anwesend. Um 8:30 Uhr umstellten 15 Beamte den Gebäudekomplex und zwölf stürmten das Gebäude. Davon betraten neun die Wohnung von Davis’ Schwester, wo neben Davis noch seine Freundin, seine Schwester und ihr Ehemann sowie vier Kinder anwesend waren. Die Polizei betrat die Wohnung durch die Vordertür und ließ die Erwachsenen einen Teil der Kinder herausbringen. Anschließend forderten sie Davis auf, sich zu stellen, der sich mit zwei weiteren, noch schlafenden Kindern im hinteren Schlafzimmer befand. Ungeklärt ist, wer zuerst das Feuer eröffnete. Jedenfalls kam es zu einem Feuergefecht, wobei Davis mit einer abgesägten Schrotflinte und einem Colt M1911 sechs Polizisten verletzte, davon zwei schwer. Davis sowie die beiden Kinder blieben unverletzt. Die anschließende Verwirrung nutzte er, um aus einem Fenster zu fliehen. Nachdem die verwundeten Polizisten ins nahe gelegene Bronx-Lebanon Hospital Center gebracht wurden, begann die Fahndung nach Davis. Sowohl die Straßensperren als auch das Durchsuchen der näheren Umgebung blieb erfolglos. Die Suche wurde anschließend bis nach Chicago, Albany und Newark ausgedehnt, wohin Davis Kontakte hatte. 15.000 US-Dollar wurden für die Ergreifung von Davis ausgesetzt. Die Suche brachte auch Trittbrettfahrer auf den Plan. So rief ein Mann bei ABC-TV an und gab sich als Davis aus.
Am 5. Dezember 1986 durchsuchte die Polizei die Wohnung von Davis’ Mutter und verhörten diese. Die Mutter erlitt kurz darauf einen Herzinfarkt, von dem sie sich erst drei Tage später erholte. Am gleichen Tag wurde bekannt, dass Davis sich in einem Wohnprojekt in der Bronx verstecken würde. Tatsächlich hatte sich Davis dort verbarrikadiert und hielt eine Familie als Geisel. Die Polizei belagerte die Wohnung und hielt Kontakt zu Davis, der mit der Ermordung der Geiseln drohte. Schließlich gab Davis gegen 19 Uhr auf und stellte sich der Polizei. Als er in Handschellen abgeführt wurde, sollen ihm die Anwohner applaudiert haben. Sie hätten außerdem seinen Namen gerufen und ihn angefeuert.

## Gerichtsverhandlung
Zu Beginn der Prozesse gegen Davis, die sich über vier Jahre hinzogen, hatte die Anklage eine lange Liste von Straftaten, die ihm zur Last gelegt wurden, darunter illegaler Waffenbesitz, Mord (an den Drogendealern), versuchter Polizistenmord, Entführung und Autodiebstahl. Die Geschworenen sprachen ihn jedoch lediglich des illegalen Waffenbesitzes schuldig und sahen es als erwiesen an, dass Larry Davis bei der Razzia Angst um sein Leben gehabt und in Notwehr gehandelt hatte. Begründet wurde dies auch mit korrupten Polizeibeamten, die ihn exekutieren wollten. Für den Waffenbesitz wurde er zu fünf bis 15 Jahren Haft verurteilt. Im Falle der getöteten Drogendealer wurde er in sechs von sieben Fällen freigesprochen, jedoch im 1991, nach einem vier Jahre langen Prozess des Mordes an Raymond Vizcaino für schuldig befunden. Die Tat hatte er gemeinschaftlich mit seinem Bruder Eddie Davis begangen. Seine Haftstrafe wurde daraufhin um 25 Jahre verlängert. Dem Urteilsspruch folgte ein einstündiger Monolog, indem Davis sich über das US-amerikanische Justizsystem beklagte und von einem Rachefeldzug gegen ihn sprach.

## Tod
Davis saß seine Zeit in der Shawangunk Correctional Facility in Ulster County, New York ab. Am 20. Februar 2008 kam es auf dem Gefängnishof zu einem Streit, in dessen Folge Davis mit einem selbstgebastelten Messer aus Metall mehrfach attackiert und lebensgefährlich verletzt wurde. Er wurde mit einem Rettungswagen zum St. Luke’s Hospital in Newburgh gebracht, wo die Ärzte nur noch seinen Tod feststellen konnten. Für den Mord wurde Davis’ Mithäftling Luis Rosado zu 10 Jahren zusätzlicher Haft verurteilt.

## Rezeption
Der Fall verbreitete sich recht schnell in der US-amerikanischen Öffentlichkeit und blieb insbesondere im Gedächtnis der New Yorker haften. Allerdings wurde Davis zum „Copkiller“ stilisiert, obwohl keiner der angeschossenen Polizisten seinen Verletzungen erlegen war. Ein Polizist verlor ein Auge, während eine Frau nur dank massiver chirurgischer Eingriffe heute wieder arbeiten kann. Fun Lovin’ Criminals veröffentlichten 1994 als B-Seite ihrer Single Korean Bodega das Lied The Ballad of Larry Davis. Auch sie gingen von sechs getöteten Polizisten aus. Killer Mike veröffentlichte 2012 auf seinem Album R.A.P. Music das Lied Don’t Die, das sich mit Polizeibrutalität beschäftigt und Bezug zu Davis’ Fall nimmt.
Davis’ Fall war Gegenstand mehrerer Dokumentarfilme. So wurde er für den Dokumentarfilm The Larry Davis Story: A Routine Typical Hit interviewt. BET veröffentlichte 2008 eine Episode ihrer Reihe American Gangster, die sich mit Davis beschäftigte. Für diese Episode war ein neues Interview mit Davis geplant, das am Tag seiner Ermordung hätte stattfinden sollen. Die spektakuläre Suche war 2010 Teil der Fernsehserie Fugitive Chronicles.
Sidney Lumet verarbeitete den Fall in seinem Film Nacht über Manhattan, der auf dem Roman „Tainted Evidence“ von Robert Daley beruht.